# Ron Cornet
Ron Cornet (Antwerpen, 2 december 1958) is een Vlaamse acteur. Cornet is getrouwd met de Nederlandse actrice Anne-Mieke Ruyten.

## Biografie
Hij heeft in verschillende Vlaamse televisieseries en films geacteerd, zoals: Witse, Familie, Flikken, Verschoten & Zoon, Hallo België, Alias, Chris & Co, Recht op Recht, 2 Straten verder, Oesje!, Hotel Hotel, De Wet volgens Milo, Lili en Marleen, Dag & Nacht: Hotel Eburon en Zone Stad. Daarnaast vertolkte hij jarenlang de rol van zakenman Jean-Paul Derdyn in de VTM-serie Wittekerke.
In veel bekende Belgische series vervulde hij gastrollen, zoals in één-serie F.C. De Kampioenen (Kolonel Vandesijpe), Spring (Bolle Boris), En Daarmee Basta! (buurman De Kerpel), Mega Mindy (burgemeester), Amika (baron Rudolf), De Familie Backeljau (meneer Boerjan, een van 'de rosse doe-het-zelvers van hierover') en Danni Lowinski (rechter Verbeeck). Ook speelde hij in De regel van 3s.
Hij is meerdere keren samen met zijn vrouw te zien geweest in de Nederlandse serie Kinderen geen bezwaar. In deze serie neemt Ruyten de rol van psychotherapeut Maud op zich. De eerste keer dat Cornet te zien was, was op 7 november 2007 in de aflevering 'Kan vriezen, kan dooien'. In deze aflevering was hij te zien als monteur. Sinds 5 februari 2011 was Cornet wekelijks te zien in de serie als Jules, een cliënt van Maud.
Ron Cornet sprak de Vlaamse stem in van Albus Perkamentus vanaf de tweede Harry Potter-film.

## Televisie
- De eerste sleutel (1980) - als jongen in café
- Met z'n allen door de vloer (1981) - als Harry
- Adriaen Brouwer (1986)
- Erop of eronder (1989) - als Tuur
- Commissaris Roos (1990) - als Bob
- Commissaris Roos (1990) - als auto mechanicien René
- Postbus X (1991) - als Capello
- F.C. De Kampioenen (1992, 1995, 1997-2000, 2002) - als kolonel Germain Vandesijpe
- Het Park (1993-1995) - als Jacky
- Bex & Blanche (1993) - als klant bij straatprostitué
- Lili & Marleen (1994) - als Joe
- De Kotmadam (1994) - als Marcel
- Familie Backeljau (1996) - als ambulancier
- Familie Backeljau (1996) - als Jan Boerjan
- Buiten de zone (1996) - als getuige van Jehova
- Hotel Hotel (1996) - als André Verspreet
- Oesje! (1997) - als Willy
- Heterdaad (1997) - als Roger Poelaert
- De burgemeesters (1997) - als Jef Kleermaekers
- Wittekerke (1998-2008) - als Jean-Paul Derdeyn
- Deman (1998) - Raymond Wouters
- Gilliams & De Bie (1999) - Ludo Bertels
- 2 Straten verder (1999)
- W817 (2000) - als poetsman op luchthaven
- Samson en Gert (2000) - als Wannes, vriend van Octaaf
- Flikken (2000) - als Sitting Bull
- Flikken (2000) - als Robert Clincke
- Verschoten & zoon (2000) - als Carlo
- Recht op Recht (2000) - als Alex Verpoorte
- Recht op Recht (2001) - als Paul Kreus
- Liefde & geluk (2001) - als Kelner
- Chris & co (2001) - als Jacques
- Les monos (2001) - als ijsverkoper
- Alias (2002) - security man
- Hallo België (2003) - als slager Fred
- De wet volgens Milo (2005) - als stafhouder Boelens
- Rupel (2006) - als Joeri Bruininkx
- Booh! (2006) - als Vincent
- Witse (2006) - als Marcel Puissant
- Pinty Pinty et Gona Gona (2006) - als trainer
- Reboot 57 (2006)
- Ben X (2007) - als directeur
- Aspe (2007) - als Karel De Poorter
- Zone Stad (2007) - als meester Poortmans
- Kinderen geen bezwaar (2007) - als monteur
- Mega Mindy (2008-2009) - als burgemeester
- En daarmee Basta (2008) - als buurman Dekerpel
- Familie (2008) - gevangenisdirecteur
- Spring (2008) - als Bolle Boris
- De Kotmadam (2009) - als ploegbaas Gilbert
- Witse (2009) - als Gerad De Keyser
- Goesting (2010) - als chef
- Amika (2010) - als baron Rudolf
- Dag & Nacht: Hotel Eburon (2010) - als Louis Daelman
- Proost (2010) - als man in bar
- Kinderen geen bezwaar (2011-2013) - als Jules
- Isabelle (2011) - als payroll
- Danni Lowinski (2012-2013) - als rechter Verbeeck
- Crimi Clowns (2012, 2014) - als André
- Zone Stad (2012) - als Pierre Van Lancker
- De Kotmadam (2012) - als klusjesman
- De Kotmadam (2013, 2016, 2018, 2019, 2022-2024) - als Flor
- Aspe (2013) - als Marc D'hondt
- Binnenstebuiten (2013) - als Patrick
- De club van Sinterklaas & De Pietenschool (2013) - als muziekpiet (stem)
- ROX (2013) - als bankdirecteur Servaes
- ROX (2013) - als Carlos Castaneda
- Familie (2013) - als Mik
- Vermist (2014) - als Wilfried Van Malder
- Divorce (2014) - als Belgische man
- De club van Sinterklaas & het pratende paard (2014) - als muziekpiet (stem)
- De club van Sinterklaas & de verdwenen schoentjes (2015) - als muziekpiet (stem)
- Lee & Cindy C. (2015) - als mannelijke fan bal
- Professor T. (2015) - als Victor Vermaelen
- De club van Sinterklaas & geblaf op de pakjesboot (2016) - als muziekpiet (stem)
- About the boy who ate an oakwood chair (2016) - als verkoper
- De regel van 3S (2017-2019) - als inspecteur Benoît Bellemans
- De zonen van Van As (2017) - Meuris
- Gevoel voor tumor (2018) - als Harold Van der Haert
- Heer & meester de film (2018) - als Dieter Schwartz
- Familie (2019) - als voorzitter
- Urbanus: de Vuilnisheld (2019) - als Cesar (stem)
- Sinterklaas & de gouden chocolademunten (2020) - als muziekpiet (stem)
- Ik U Ook (2020) - als Edgard De Vos
- Voor Altijd Kampioen (2021) - als zichzelf
- Thuis (2022-2023) - als Dirk Vermeersch